# Stockhausen (westfälisches Adelsgeschlecht)

Wappen derer von Stockhausen (Westfalen)

Stockhausen ist der Name mehrerer Adelsfamilien. Stammsitz des hier behandelten katholischen Adelsgeschlechtes aus Westfalen ist das Gut Stockhausen, im Ortsteil Stockhausen in der Stadt Meschede im Hochsauerlandkreis. Zusammen mit den Stockhausen in Thüringen und den Stockhausen in Niedersachsen gehören sie dem am 14. Oktober 1962 auf der Trendelburg in Nordhessen gegründeten Familienverband an.

## Geschichte

### Stammlinie

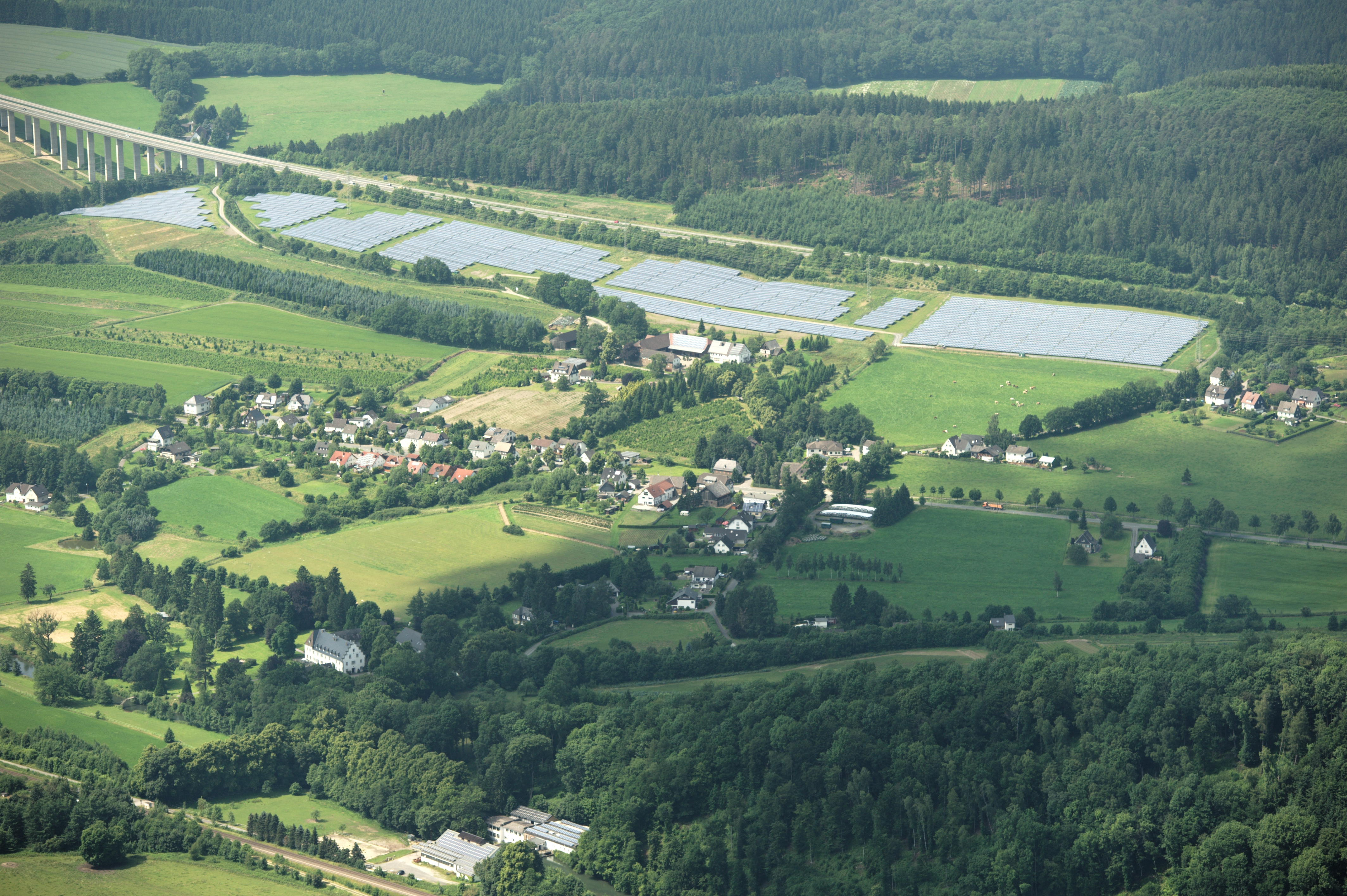
Meschede-Stockhausen mit Gut Stockhausen im Vordergrund

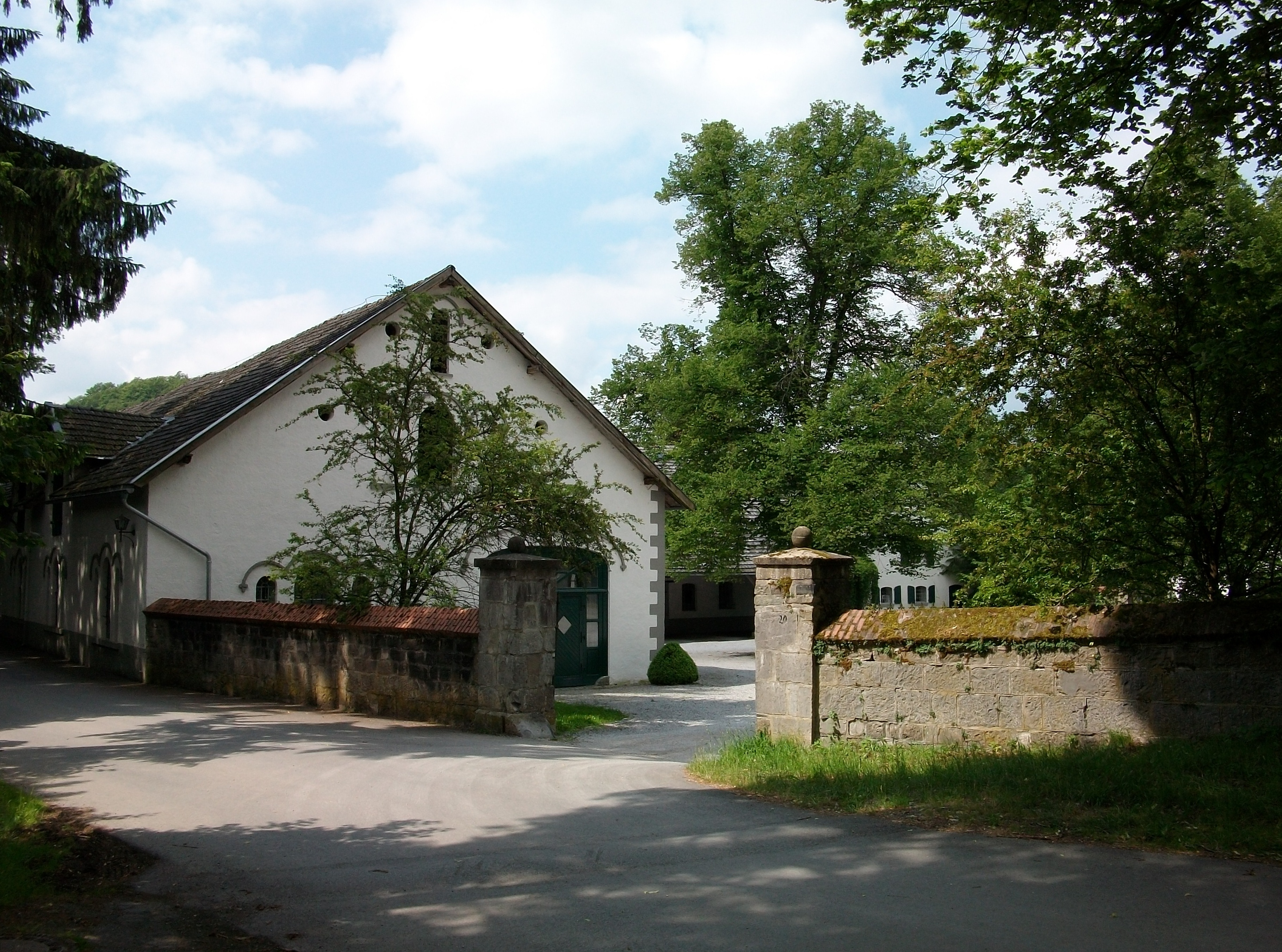
Gut Stockhausen

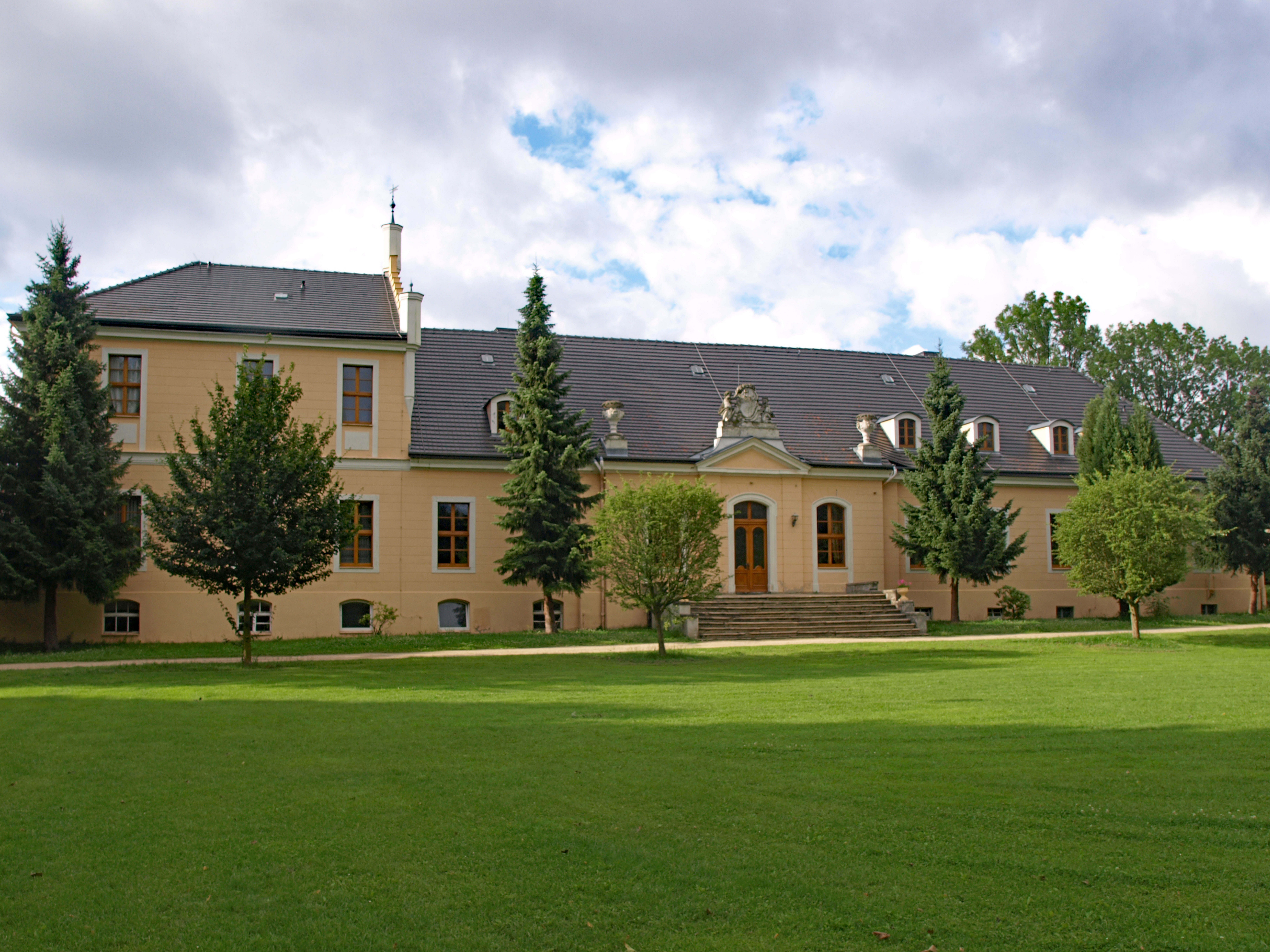
Neues Schloss Kunnersdorf. Landkreis Görlitz

Im Jahre 997 wurde der Schultenhof (curtis maior) Stockhausen erstmals als Mittelpunkt von etwa 20 Höfen erwähnt. Kaiser Otto III. ächtete den Besitzer Hunold und übertrug den Hof an das Stift Meschede. Einer Sage nach wurde Hunold damals mit 20 Söhnen hingerichtet. Allein der jüngste habe das Massaker überlebt und sei später als Lehnsträger auf das Gut zurückgekehrt.
Hans von Stockhausen war im 14. Jahrhundert Besitzer von Stockhausen. Er war mit Agnes von Spiegel verheiratet und starb 1375. Zu der Zeit unterstanden dem Oberhof Stockhausen 22 Höfe, u. a. in Mülsborn, Calle, Olpe, Wennemen, Visbeck, Altenhellefeld, Wedinghausen, Westenfeld, Hellefeld und Frenkenhausen.
Arnold von Stockhausen (* um 1380) übernahm 1400 den Besitz. Er ist vermutlich identisch mit einem Arnoldus de Stockhusen, der 1405 und 1411 urkundlich erscheint und Stammvater des Geschlechts war. Arnold war Richter des Freistuhls Calle und Villicus des Gutes Stockhausen als Lehen des Stifts Meschede.
Arnold II. von Stockhausen (* um 1410–1474) war ebenfalls Richter in Calle. 1451 heiratete er Catharina von Lehnhausen.
Arnold III. Schulte zu Stockhausen (* um 1445) war Herr von Calle und Stockhausen.
Jodokus Schulte zu Stockhausen (* 1474), sein Sohn, wurde am 20. Juli 1519 wurde mit dem Gut Stockhausen belehnt. 1519 kamen noch Hovestadt und Buckmanns Hof dazu. Er heiratete um 1500 Bela von Langenohl, mit der er vier Söhne hatte.
Ludwig I. von Stockhausen (* um 1530–1597), der älteste, war Schulte und Hochgerichtsschöffe. Er war verheiratet mit Elisabeth von Plettenberg zu Lenhausen, einer Enkelin von Heinrich von Plettenberg zu Lenhausen, genannt „das Verken“, und hatte mit ihr sieben Kinder.
Ludwig II. von Stockhausen, (* um 1565–1636) wurde Rentmeister des Landdrosten des Herzogtums Westfalen Kaspar von Fürstenberg zu Bilstein und Richter zu Olpe, Drolshagen, Wenden, Calle und Remblinghausen. 1599 heiratete er in Mülheim/Möhne Elisabeth von Hanxleden. 1603 wurde er von Propst Gottfried von Fürstenberg mit dem Gut Stockhausen belehnt. Er starb in Arnsberg und hinterließ einen Sohn.
Ludwig III. von Stockhausen (1600–1672) lebte 1641/70 auf dem immer noch dem Stift Meschede lehnspflichtigen Gut Stockhausen. Er war kurfürstlicher Ritter zu Calle und Remblinghausen und hatte durch seine Frau Anna Johanna von Westphalen größere Besitzungen in Remblinghausen erhalten. Im Dreißigjährigen Krieg kam es zu großer Not, so dass er 1641–1659 die Höfe in Olpe, Frenkhausen, Westenfeld und Calle verkaufen musste. Da dieses ohne Genehmigung des Stiftes Meschede erfolgte, wurde er verklagt und seine Nachkommen mussten nach einem Urteil der juristischen Fakultät in Marburg an das Stift 500 Taler Strafe zahlen.
Friedrich von Stockhausen (* 1607, † um 1690), ein Cousin Ludwigs III., erwarb nach dessen Tode 1670 den verbliebenen Besitz mit 18 Vasallenhöfen von Ludwigs Witwe Anna. Er war bereits 1632 mit Catharina Eyckberg verheiratet und hatte mit ihr eine Tochter, Elisabeth, die 1656 Albrecht Gerhard von Bischopinck, Rentmeister und Gograf zu Bilstein aus der erbmännischen Familie, geheiratet hatte. Nach erfolgter Belehnung 1679 ließ Friedrich das vernachlässigte Herrenhaus instand setzen und u. a. mit einer 1681 inschriftlich datierten Wendeltreppe versehen.
Um 1730 wurde das Gut Stockhausen in die Ritterschaftsmatrikel eingetragen, wodurch die Lehnsguteigenschaft beendet wurde.
Franz Ferdinand von Stockhausen (1746–1821) war mit Lucia Pape verheiratet und führte mit ihr das Gut durch die schwere Zeit der Napoleonischen Kriege.
Franz Florenz von Stockhausen (1780–1852), sein Sohn, erbte das Gut. Durch die Stein-Hardenbergschen Reformen gingen die zugehörigen Bauernhöfe jedoch verloren, so dass er selbst wieder Landwirtschaft ausüben musste.
Julius von Stockhausen (1814–1881) bemühte sich nach Übernahme des Gutes von seinem Vater um neue wirtschaftliche Grundlagen. Er ließ die Ruhr regulieren, baute einen Staudamm und errichtete erstmals Sägemühlen an der Ruhr.
Hugo von Stockhausen (1839–1907) und seine Ehefrau Mathilde von Clavé-Bouhaben (1852–1924) erwarben mit Kunnersdorf einen Besitz im schlesischen Landkreis Görlitz. Dieses Gut gehörte dann deren Töchter Itta (1874–1945), verheiratet mit dem Generalmajor Freiherr Fritz von Wrangel (1863–1945), er wurde der dortige Verwalter, und Elsa (* 1877).

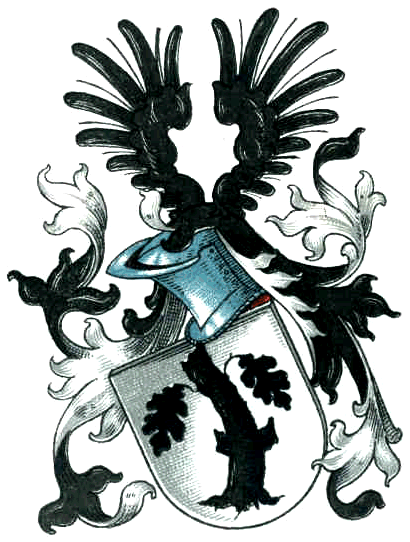
Wappen im Schlesischen Wappenbuch

## Wappen
Das Wappen zeigt in Silber einen gekrümmten schwarzen Eichenast mit zwei abhängenden schwarzen Blättern. Auf dem Helm mit schwarz-silbernen Helmdecken ein offener, rechts schwarzer und links silberner Flug.
Es ähnelt dem der Stockhausen in Thüringen und Niedersachsen.

## Weitere bekannte Familienmitglieder
- August von Stockhausen (1810–1866), hessischer Generalmajor
- Ernst Wilhelm Paul Viktor von Stockhausen (1866–1938), preußischer Generalleutnant
- Ferdinand Johannes Benedix von Stockhausen (1861–1915), preußischer Generalmajor
- Max Eduard Wilhelm Maria von Stockhausen (1882–1944), preußischer Generalmajor
- Max von Stockhausen (1890–1971), Regierungspräsident in Arnsberg
- Wilhelm-Hunold von Stockhausen (1892–1954), deutscher Generalleutnant
- Juliana von Stockhausen (1899–1998), auch Juliana Gräfin von Gatterburg, deutsche Schriftstellerin
- Alma von Stockhausen (1927–2020), deutsche Philosophin
- Julius Franz von Stockhausen (1814–1881), deutscher Gutsbesitzer und preußischer Abgeordneter